# Abby Wambach
Mary Abigail "Abby" Wambach, född 2 juni 1980 i Rochester, New York, är en amerikansk tidigare fotbollsspelare och tränare. Hon spelare för det amerikanske landslaget från 2003 till 2015. 2006 slutade Wambach fyra i Fifas omröstning om världens bästa spelare och 2012 valdes hon till världens bästa kvinnliga fotbollsspelare.

## Klubbkarriär
Wambach spelade i klubben Washington Freedom i den amerikanska proffsligan fram till 2003 och mellan 2009 och 2010. Däremellan och 2011–2014 spelade hon i andra klubbar, som Florida och Western New York. 

## Amerikanska landslaget
Wambach var med i det amerikanska landslaget mellan 2001 och 2015, och hennes största meriter är OS-guldet 2004 i Aten respektive OS-guldet 2012 i London. Hon meddelade i oktober 2015 att hon avslutar sin landslagskarriär, och den 16 december 2015 spelade hon sin sista match. Det var mot Kina och USA förlorade med 0–1. Under sin landslagskarriär spelade hon 255 matcher och gjorde 184 mål.

## Efter fotbollskarriären
Abby Wambach är en av ägarna och investerarna till fotbollslaget Angel City FC i Los Angeles tillsammans med en rad andra kvinnor, bland andra skådespelaren Natalie Portman.

## Personligt liv
Abby Wambach har senare talat öppet om sitt missbruk av alkohol och receptbelagda läkemedel.
Hon är gift med författaren Glennon Doyle. Paret gifte sig 2017 och har tillsammans podcasten We Can Do Hard Things.

## Priser och utmärkelser
- FIFA Women's  Player of the Year[7]  (2012)
- U.S. Soccer Athlete of the Year (2003, 2004, 2007, 2010, 2011, 2013)
- Time 100 mest inflytelserika personer i världen (2015)

## Böcker
- Forward. Abby Wambach & Karen Abbot.  HarperCollins Publishers. 2017. ISBN 9780062467003
- Wolfpack. Biatkus Books. 2019. ISBN 9780349423944